# Chaim Grade
Chaim Grade (n. 4 aprilie 1910, în Vilna, Imperiul Rus acum Vilnius, Lituania - d. 26 aprilie 1982, Los Angeles, California) a fost unul dintre cei mai importanți scriitori de limbă idiș din secolul al XX-lea.
El este autorul cărților: Agunah (1961, tr. 1974) și Yeshiva (2 vol., 1967-68, tr. 1976-77).
Deși este mai puțin cunoscut decât Isaac Bashevis Singer sau Shalom Aleihem, Chaim Grade e considerat a fi unul dintre remarcabilii stiliști ai limbii idiș. În prezent, lucrările sale se găsesc foarte greu în limba engleză.